# Tolania inornata
Tolania inornata är en insektsart som beskrevs av Albertson. Tolania inornata ingår i släktet Tolania och familjen hornstritar.
Artens utbredningsområde är Ecuador. Inga underarter finns listade i Catalogue of Life.